# Osakücə
Osakücə è un comune dell'Azerbaigian situato nel distretto di Lənkəran.